# José Fagnano

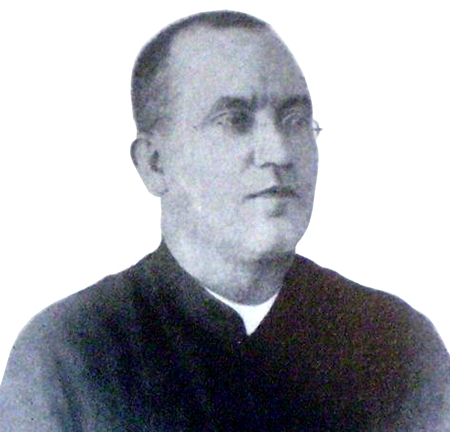
José Fagnano SDB

José Fagnano SDB – italienisch Giuseppe (* 9. März 1844 in Rachetta, Tánaro; † 18. September 1916) war ein italienischer Salesianer Don Boscos, Missionar und römisch-katholischer Präfekt.
Er trat 1856 mit zwölf Jahren in das diözesane Studienseminar von Asti ein. Als er nach Turin wechseln sollte, kehrte er aber in die Familie zurück. Er schrieb sich als Freiwilliger des Italienischen Roten Kreuzes in der Legion Garibaldi ein, aber aufgrund seiner starken religiösen Überzeugungen wurde er gebeten, wieder zu gehen. Stattdessen wurde er Krankenpfleger im Militärkrankenhaus von Asti. Die Begegnung mit Don Bosco im Jahre 1870 brachte ihn wieder zurück auf den Weg zum Priestertum. Er wurde zu einem der wirkungsvollsten Mitarbeiter Don Boscos. Nach der Priesterweihe begann er seinen Dienst in Lanzo Torinese als Lehrer.
Als Don Bosco mit dem nunmehr 31-Jährigen 1875 die Gruppe der ersten zehn Missionare für Argentinien unter Don Giovanni Cagliero komplettierte, arbeitete er dort vor allem als Direktor in San Nicolás de los Arroyos. Im April 1879 erkrankte er an Typhus und wurde als Pfarrer an die Grenzen Patagoniens transferiert, wo er eine neue Kirche baute, zwei Institute gründete, eine Musikkapelle und ein meteorologisches Observatorium einrichtete.
Pater Fagnano wurde am 2. Dezember 1883 zum Präfekt von Magallanes in Chile ernannt. Damit hatte er die Aufgabe eines Apostolischen Administrators für das patagonische Meridional, Tierra del Fuego und Malvinas und erhielt den Titel Monsignore. Dieses Amt hatte er bis zu seinem Tode inne.
Am 21. November 1886 brach er in der Expedition von Ramón Lista erstmals nach Feuerland auf und erreichte es in der Bucht von Thetis am 13. Januar 1887. Er missionierte und taufte in der Folgezeit zahlreiche Indianer. Am 21. Juli 1887 ließ er sich in Punta Arenas nieder. Auf der Insel Dawson gründete er am 14. Februar 1889 die Mission San Rafael für die Kawesqar. 1893 erwarb er vom argentinischen Staat 5000 ha Land bei Río Grande im Norden von Feuerland und gründete mit Pater Beauvoir die „Misión de la Candelaria“ unter den indigenen Selk’nam, die ihn als „el capitán bueno“ akzeptieren. Er kaufte Ochsen und Kühe, um Viehzucht zu betreiben und die Selk’nam damit zu versorgen. Sie waren Jäger und Sammler und jagten häufig die Schafe der Großgrundbesitzer, was zu gewaltsamen Konflikten führte.
Seine sterblichen Überreste sind in der Kathedrale von Punta Arenas bestattet.
Der Fagnano-See im Süden Feuerlands ist nach ihm benannt.